# Fulco I de Este
Fulco I de Este (en italiano: Folco I d'Este; pronunciado /ˈfolko i dˈeste/) (1070-1136) Señor de Este. Tercer hijo de Alberto Azzo II con su segunda esposa Garsenda de Maine. Tras la muerte de su padre en 1097, heredó las posesiones italianas de la familia; sin embargo esta herencia no fue aceptada por su medio hermano Güelfo I de Baviera; quien intentó sin éxito usurpárselas. Fulco se casó en 1109 y tuvo seis hijos, siendo su sucesor Obizzo I de Este.

## Genealogía
|                  |                  | Garsenda de Maine | Garsenda de Maine | Garsenda de Maine | Garsenda de Maine | Garsenda de Maine | Garsenda de Maine |                 |                 |                 |                 |                 |                 | Alberto Azzo II | Alberto Azzo II | Alberto Azzo II | Alberto Azzo II | Alberto Azzo II | Alberto Azzo II |       |       |       |       |         |         |         |         |         |         |         |         |         |         |         |         |  |  |  |  |
|                  |                  | Garsenda de Maine | Garsenda de Maine | Garsenda de Maine | Garsenda de Maine | Garsenda de Maine | Garsenda de Maine |                 |                 |                 |                 |                 |                 | Alberto Azzo II | Alberto Azzo II | Alberto Azzo II | Alberto Azzo II | Alberto Azzo II | Alberto Azzo II |       |       |       |       |         |         |         |         |         |         |         |         |         |         |         |         |  |  |  |  |
|                  |                  |                   |                   |                   |                   |                   |                   |                 |                 |                 |                 |                 |                 |                 |                 |                 |                 |                 |                 |       |       |       |       |         |         |         |         |         |         |         |         |         |         |         |         |  |  |  |  |
| Desconocida      | Desconocida      | Desconocida       | Desconocida       | Desconocida       | Desconocida       |                   |                   | Fulco I de Este | Fulco I de Este | Fulco I de Este | Fulco I de Este | Fulco I de Este | Fulco I de Este |                 |                 |                 |                 |                 |                 |       |       |       |       |         |         |         |         |         |         |         |         |         |         |         |         |  |  |  |  |
| Desconocida      | Desconocida      | Desconocida       | Desconocida       | Desconocida       | Desconocida       |                   |                   | Fulco I de Este | Fulco I de Este | Fulco I de Este | Fulco I de Este | Fulco I de Este | Fulco I de Este |                 |                 |                 |                 |                 |                 |       |       |       |       |         |         |         |         |         |         |         |         |         |         |         |         |  |  |  |  |
|                  |                  |                   |                   |                   |                   |                   |                   |                 |                 |                 |                 |                 |                 |                 |                 |                 |                 |                 |                 |       |       |       |       |         |         |         |         |         |         |         |         |         |         |         |         |  |  |  |  |
|                  |                  |                   |                   |                   |                   |                   |                   |                 |                 |                 |                 |                 |                 |                 |                 |                 |                 |                 |                 |       |       |       |       |         |         |         |         |         |         |         |         |         |         |         |         |  |  |  |  |
| Obizzo I de Este | Obizzo I de Este | Obizzo I de Este  | Obizzo I de Este  | Obizzo I de Este  | Obizzo I de Este  | Azzo              | Azzo              | Azzo            | Azzo            | Azzo            | Azzo            | Bonifacio       | Bonifacio       | Bonifacio       | Bonifacio       | Bonifacio       | Bonifacio       | Fulco           | Fulco           | Fulco | Fulco | Fulco | Fulco | Alberto | Alberto | Alberto | Alberto | Alberto | Alberto | Beatriz | Beatriz | Beatriz | Beatriz | Beatriz | Beatriz |  |  |  |  |